# Verovšek
Verovšek je priimek več znanih Slovencev:
- Anton Verovšek (1866—1914), gledališki igralec in režiser
- Jurij Verovšek (1870—1934), trgovec
- Peter (J.) Verovšek, politolog, Univerza v Sheffieldu (Velika Britanija)